# Megaelosia
Megaelosia – rodzaj płazów bezogonowych z rodziny Hylodidae.

## Zasięg występowania
Rodzaj obejmuje gatunki występujące w pasmach górskich Serra do Mar i Serra da Mantiqueira w południowo-wschodniej Brazylii.

## Systematyka

### Etymologia
Megaelosia (Magaelosia): gr. μεγας megas, μεγαλη megalē „wielki”; rodzaj Elosia Tschudi, 1838.

### Podział systematyczny
Do rodzaju należą następujące gatunki:
- Megaelosia apuana Pombal, Prado & Canedo, 2003
- Megaelosia bocainensis Giaretta, Bokermann & Haddad, 1993
- Megaelosia boticariana Giaretta & Aguiar, 1998
- Megaelosia goeldii (Baumann, 1912)
- Megaelosia jordanensis (Heyer, 1983)
- Megaelosia lutzae Izecksohn & Gouvêa, 1987
- Megaelosia massarti (De Witte, 1930)